# Brachiochondria murtii
Brachiochondria murtii – gatunek widłonoga z rodziny Chondracanthidae. Nazwa naukowa tego gatunku skorupiaków została opublikowana w 1977 roku przez indyjskiego zoologa P.G. Rangnekara.